# Bombningen af Libyen (april 1986)
Den amerikanske bombning af Libyen, (med kodenavnet Operation El Dorado Canyon) var et luftangreb rettet mod mål i Libyen, der blev gennemført d. 15. april 1986 af flystyrker fra det amerikanske luftvåben, flåde og marinekorps.

## Optakt
Bombeangrebet var afslutningen på en periode med eskalerende gengældelsesaktioner mellem USA og Libyen.
Efter flere år med mindre sammenstød på grund af libyske territorialkrav over Store Syrte (Sidrabugten), et stykke vand der rækker langt ind i internationalt farvand. Et andet stridsmål var den påståede libysk støttede terror der blev udført af specielt Abu Nidal-gruppen, i Rom og Wien d. 27. december 1985. USA sendte en hangarskibsgruppe til regionen og forberedte et bombeangreb som straf. Den 24. marts var der mindre sammenstød, der førte til ødelæggelsen af libyske missilbåde og radarsystemer.
Den 5. april sprang en bombe på et diskotek i Vestberlin og dræbte to amerikanske soldater, en tyrkisk kvinde og sårede 200 andre. USA påstod at de havde opfanget meddelelser fra libyske agenter i Østtyskland der var involveret i angrebet.

## Angrebet
Efter flere dages diplomatiske samtaler med europæiske og arabiske partnere, beordrede USA's præsident Ronald Reagan angrebet d. 14. april. F-111 Aardvark bombefly fra baser i England og A-6, A-7 og F/A-18 fly fra amerikanske hangarskibe ramte fem mål klokken 02:00 15. april.
Frankrig og Spanien nægtede at give tilladelse til benyttelse af deres luftrum til angrebet, så F-111-flyene fra England måtte flyve over vandet og lufttanke flere gange undervejs.
Angrebet varede ca. 10 minutter, og adskillige mål blev ramt og ødelagt, men civile og diplomatiske mål i Tripoli blev også ramt af vildfarne bomber, inklusive den franske ambassade. 15 civile blev dræbt, herunder Gaddafis adoptivdatter.
I alt 45 fly angreb følgende mål:
- Azizyah-kasernen
- Murat Sidi Bilal-lejren
- Tripoli lufthavn
- Jamahiriyah-kasernen
- Benina-flyvestationen
- Tripolis luftforsvar
- Benghazis luftforsvar

## Efterspil
Libyen svarede igen ved at affyre Scud missiler mod den amerikanske base på den italienske ø Lampedusa. To briter og en amerikaner blev hængt i Tripoli.
Mange lande fordømte angrebet.